# Jeroen Tel
Jeroen Godfried Tel (Eindhoven, 19 mei 1972) is een Nederlands componist die zich richt op het schrijven van muziek voor computerspellen. Hij begon zijn carrière op de Commodore 64 met het schrijven van muziek voor intro's van de groep Hotline, maar verlegde zijn werk al snel naar het schrijven van muziek van computerspellen.
In 1987 richtte Tel hiertoe het bedrijf Maniacs Of Noise op, wat zich volledig bezighoudt met het schrijven van muziek voor spellen en andere multimedia. Tel heeft voor vele computers muziek geschreven, waaronder het Nintendo Entertainment System, de Commodore Amiga, de IBM PC en doet dat tot de dag van vandaag, maar is het meest beroemd geworden door zijn werk op de Commodore 64, waar hij vele tientallen spellen van muziek voorzag.
De SID-synthesizer in de Commodore 64 wordt normaliter in assembleertaal geprogrammeerd. Om C64-muziek te maken, dient men dus niet alleen te kunnen componeren, maar ook te programmeren, waarbij verregaande kennis van het apparaat nodig is. Bovendien stelt de SID-synthesizer door zijn beperkingen allerlei eisen aan de muziek, vrijelijk componeren is er niet bij.
Tel beheerste dit alles, en wist dan ook aantrekkelijke muziekstukken uit de Commodore 64 te verkrijgen. Dit gaf hem binnen de C64-wereld een hoge cultstatus. In de top 100 meest gewaardeerde C64-muziekstukken uit de High Voltage Sid Collection zijn dertien nummers van Jeroen Tel te vinden, waarvan twee in de top 10.
In 2015 begon Tel aan een project via Indiegogo waarbij hij opnieuw muziek via de Commodore 64 wilde maken. Na ruim 26.000 euro aan donaties kwam er na ruim vijf jaar, in 2020, een half afgewerkte track naar buiten, en kon het project als zijnde verloren worden beschouwd.

## Werken
Een selectie van zijn composities van computerspellen op de Commodore 64:
| - Afterburner (titelmuziek) - Combat Crazy - Cybernoid - Cybernoid II - Eliminator - Hawkeye - Lemmings | - Myth: History in the Making - Robocop 3 - Rubicon (titelmuziek) - Saboteur II - Scout - Supremacy - Turbo Outrun |

## Beluisteren
- Alle Commodore-64-nummers van Jeroen Tel zijn vrijelijk te downloaden via de High Voltage Sid Collection. Om ze af te spelen heeft men een speciale speler nodig, die de SID-synthesizer emuleert.
- Veel moderne nummers van Jeroen Tel zijn te downloaden op de website van de Maniacs of Noise.

## Wetenswaardig
- Jeroen Tel is de broer van componist Kees Tel.